# TT319
| F35 | F35 | F35 |

| F35 | F35 | F35 |

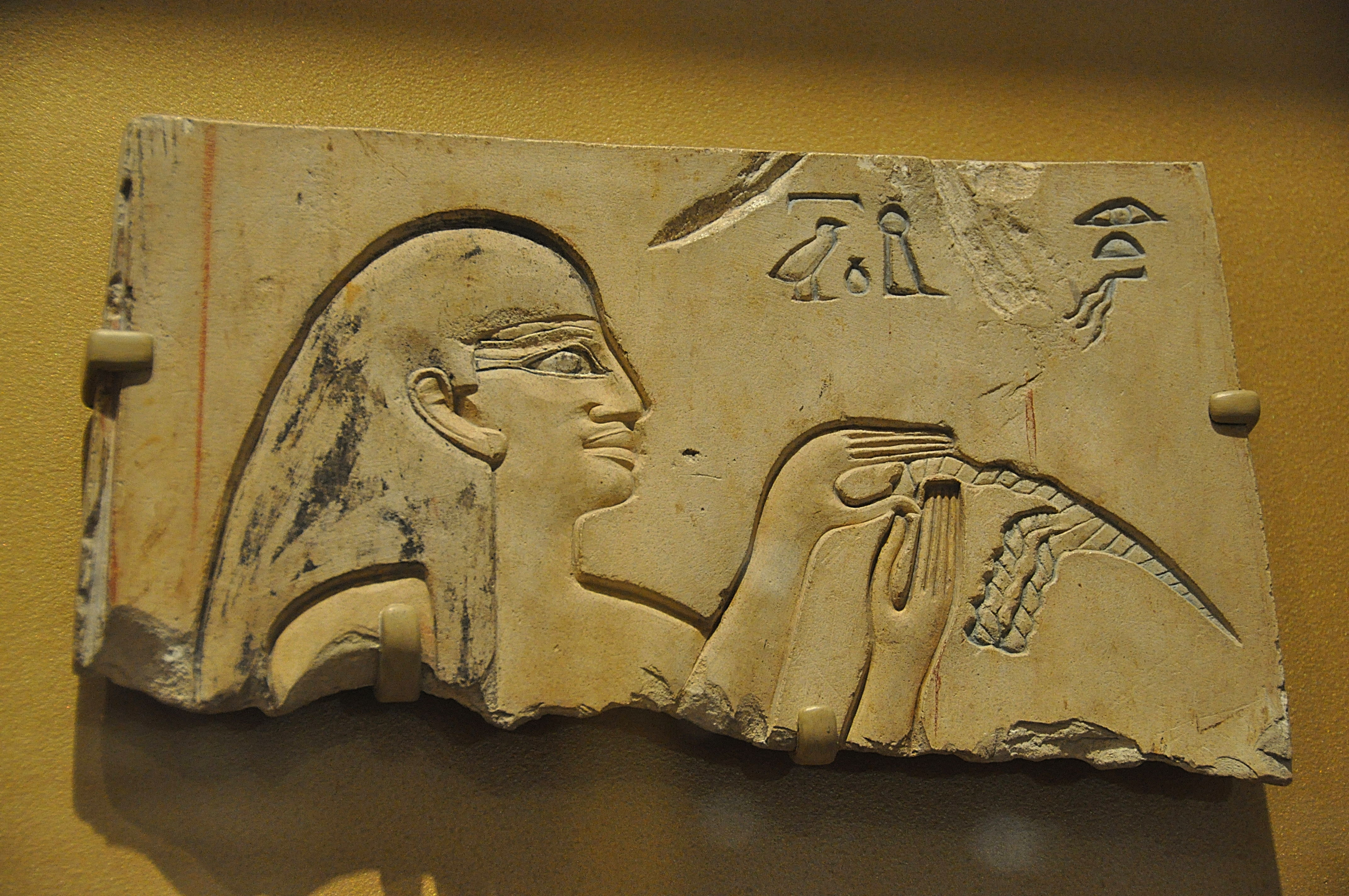
Fragmento de un relieve de la tumba, que muestra a una peluquera sosteniendo un postizo de trenzas.

La tumba tebana TT319 se encuentra en Deir el-Bahari, parte de la necrópolis tebana, en la orilla oeste del Nilo, frente a Luxor. La tumba pertenece a la "esposa del rey" Neferu II, consorte del antiguo rey egipcio Mentuhotep II (alrededor del 2000 a. C.).  Neferu era hija de la reina Iah y de Intef III.
La tumba de Neferu consistía en una capilla excavada en la roca y con el piso y paredes cubiertos con losas de piedra caliza, precedida por un pasillo con una amplia fachada. Esta capilla estaba decorada con escenas en huecorrelieve, las figuras en relieves con los contornos hundidos. Muestran a la reina con sus peluqueras, sirvientas y escenas religiosas. Sin embargo, hoy en día las escenas están mal conservadas, ya que la capilla se utilizó a finales de la antigüedad como cantera. Los fragmentos supervivientes se encuentran ahora en museos de todo el mundo.

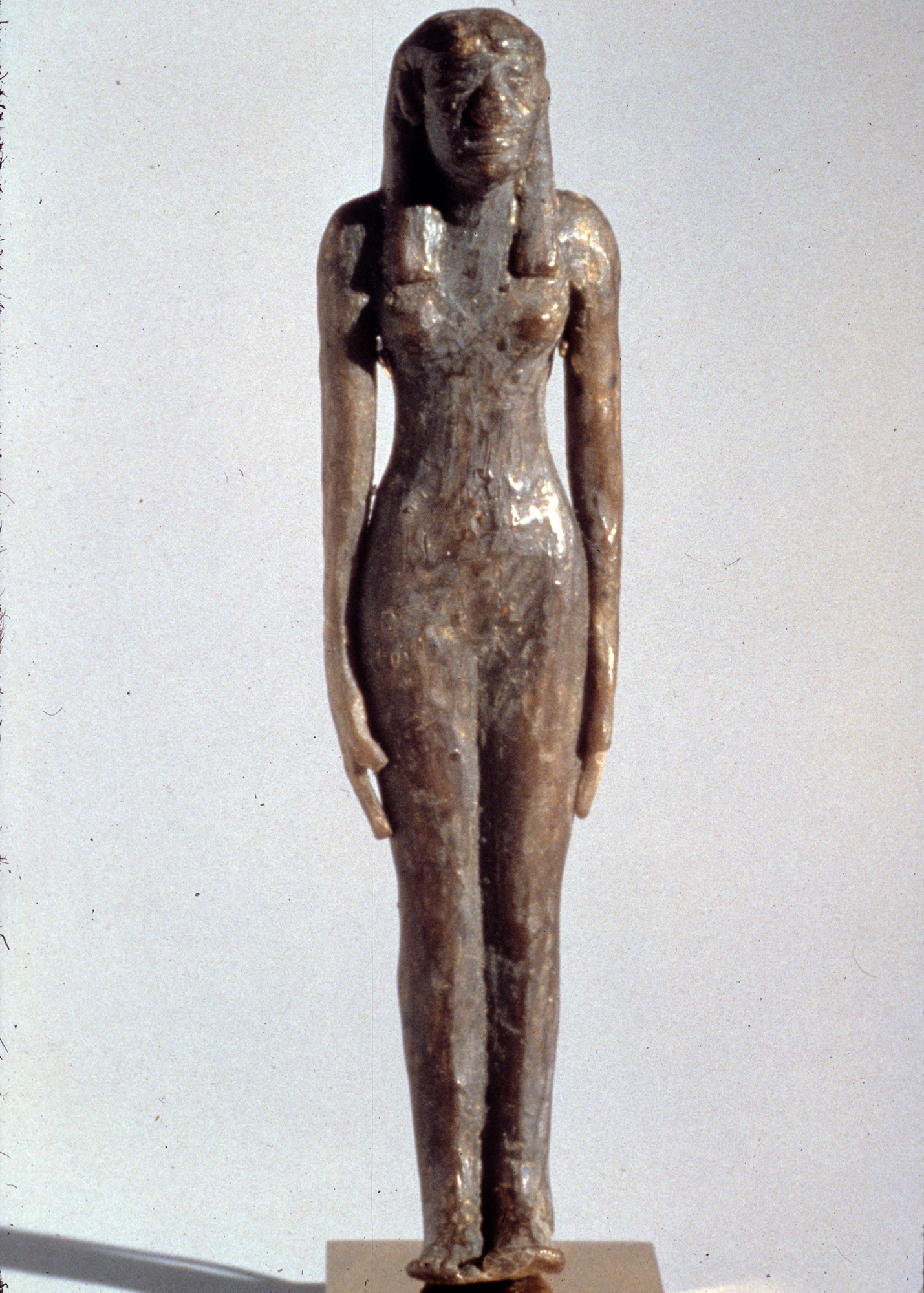
Figurilla de cera de Neferu, que se encontró dentro de un pequeño sarcófago de madera en su cámara funeraria, un precursor de los ushebtis.

Detrás de la capilla se abría un pasillo que conducía a la cámara funeraria, que también estaba decorada. En las paredes están pintados frisos representando el ajuar funerario y largos textos funerarios. En la cámara funeraria también se encontraba el sarcófago de la reina. La cámara se encontró ya desvalijada, pero se recuperaron algunos pequeños objetos desechados por los ladrones.
La tumba se encuentra justo al norte del templo mortuorio de Mentuhotep II, y la capilla todavía era visitada y admirada por su decoración en el Imperio Nuevo, cuando quedó bajo la primera terraza del templo de Hatshepsut, aunque se construyó una entrada lateral por la que se podía seguir accediendo a ella.
Fue redescubierta y despejada en 1924-1925 por el equipo dirigido por Herbert. E. Winlock.